# 忘憂谷觀音禪寺
忘憂谷觀音寺是一座大乘佛教的寺院，位於台灣台中市外埔區三崁里溪底路26號。由鄧肇堂居士創建於1990年，現任管理人(第一任住持)為釋能廣法師，寺院傳承的法脈來至臨濟宗，是台灣中部知名的寺剎。

## 沿革
觀音禪寺最早係於民國七十九年，由創辦人鍾惜居士（籍貫苗栗）購買土地，再獲鄧肇堂居士（法名覺肇；籍貫苗栗，政戰學校畢；創辦人鍾惜居士俗眷）及地方信眾發起籌備、募建而成。高僧釋慧年法師率領台灣佛教界知名人士負責規劃。同年十二月，釋慧年法師親赴中國大陸南海普陀山，邀請總主持釋妙善長老及至美國邀請麻州佛教會會長釋明山等法師，親自來台共同主持佛像開光儀式，以及主殿(大悲殿)動土典禮，並正式命名為「忘憂谷觀音禪寺」。現已成兼具弘法與教育功能之佛教聖地等，是台灣中部最知名的寺剎。繼任管理人鄧正和遠赴印度就讀佛學院學習佛法，回國後續進入大學研究所攻讀，將其碩士班所學的「社區工作與佛學」，奉獻給社會，未來將致力於推動「佛寺與社會共存共榮」為目標。

## 負責人（管理人和住持同一人）
- 第一任管理人 鄧肇堂(1990-2019)
- 第二人管理人 釋能廣法師（2019年至今）

## 建築與祀神
建築主體分為一樓本殿、側殿、二樓，以及左右側男女眾禪房。一樓本殿（大悲殿）供奉五大菩薩，除千手千眼觀世音菩薩之外，左、右兩側分別供祀文殊菩薩、普賢菩薩，最左側的勢至殿供奉大勢至菩薩，最右側的地藏殿供奉地藏王菩薩。其中觀音、文殊、普賢、地藏王菩薩，皆由大陸佛教四大名山請回寺中供奉。二樓則是大雄寶殿，供奉釋迦牟尼佛、阿彌陀佛、藥師佛三寶佛。

## 文獻資料
資料來源：張勝彥，《外埔鄉誌》(民國91年10月，台中縣外埔鄉公所印行)，下冊，頁729至731，張鴻銘，全台寺廟誌<< 民國104年1月，國史館台灣文獻館印行>>

## 交通指引
1.中二高(國三)大甲交流道下往外埔方向→三環路上直行1.4公里→二崁路右轉直行→見二崁路383巷左轉直行→溪底路左轉不久即可抵達。
2.中山高后里交流道下→甲后路往大甲方向→在外埔區三環路、三崁路十字路口紅綠燈左轉→三崁路直行1.8公里左轉溪底路→溪底路直行不久即可抵達。3.省道一號北上大甲中山路一段→二崁路右轉→過平交道右轉溪底路→延大甲溪防汛道路直行不久即可抵達。

## 官方資訊網站
https://www.pixnet.net/blog/profile/cck27350 （页面存档备份，存于）